# Yoshio Furukawa
Yoshio Furukawa (født 5. juli 1934) er en japansk fodboldspiller.

## Japans fodboldlandshold
| Japans landshold | Japans landshold | Japans landshold |
| År               | Kmp              | Mål              |
| ---------------- | ---------------- | ---------------- |
| 1956             | 3                | 0                |
| 1957             | 0                | 0                |
| 1958             | 3                | 0                |
| 1959             | 10               | 0                |
| 1960             | 0                | 0                |
| 1961             | 1                | 0                |
| 1962             | 2                | 0                |
| Total            | 19               | 0                |